# Tuchola (công xã)
Gmina Tuchola là một Gmina đô thị-nông thôn (quận hành chính) ở Tuchola, Kuyavian-Pomeranian Voivodeship, ở phía bắc miền trung Ba Lan. Khu hành chính của nó là thị trấn Tuchola, nằm cách khoảng 55 kilômét (34 mi) về phía bắc Bydgoszcz.
Gmina có diện tích là 239,43 kilômét vuông (92,4 dặm vuông Anh) và tính đến năm 2006, tổng dân số của nó là 20.076 (trong đó dân số của Tuchola lên tới 13.935, và dân số của vùng nông thôn của Gmina là 6.141).
Gmina chứa một phần của khu vực được bảo vệ gọi là Công viên cảnh quan Tuchola.

## Làng
Ngoài thị trấn Tuchola, Gmina Tuchola chứa các làng và các khu định cư của Barłogi, Biała, Białowieża, Bielska Struga, Bladowo, Bladowo-Wybudowanie, Borki, Brody, Dąbrówka, Dziekcz, Fojutowo, Huby, Jaty, Jesionowo, Kiełpin, Kiełpin- Wymysłowo, Klocek, Konskie Błota, Koślinka, Lasek, Legbąd, Lipce, Losiny, Lubierzyn, Mala Komorza, Maly Mędromierz, Mrowiniec, Na Polach, Nad Bladówkiem, Nad Kanałem, Nadolna Karczma, Nadolnik, Niwki, Nowa Tuchola, Ostrów, Parcele Legbądzkie, Pod Komorzą, Pod Lasem, Raciąski Mlýn, Raciaz, Raciaz-Piaski, Radonek, Rzepiczna, Słupy, Stegny, Stobno, Szosa Bydgoska, Szosa Sępoleńska, Tajwan, Trzcionek, Wielka Komorza, Wiśniówka, Woziwoda, Wybudowanie Raciąskie, Wysocki Mlýn, Wysoka, Wysoka Wieś, Za Jeziorem, Zielona ka và Zielonka.

## Gmina lân cận
Gmina Tuchola được bao quanh bởi các Gmina của Cekcyn, Chojnice, Czersk, Gostycyn, Kęsowo và Śliwice.